# Rivière la Chaloupe
Rivière la Chaloupe är ett vattendrag i Kanada.   Det ligger i provinsen Québec, i den sydöstra delen av landet, 210 km öster om huvudstaden Ottawa.
Omgivningarna runt Rivière la Chaloupe är en mosaik av jordbruksmark och naturlig växtlighet. Runt Rivière la Chaloupe är det ganska tätbefolkat, med 179 invånare per kvadratkilometer.